# Det spirar i Guds örtagård
Det spirar i Guds örtagård är en psalm av Samuel Gabrielsson från 1910 (1881-1968).
Melodin är en tonsättning av Oskar Lindberg från 1920, men psalmen kan enligt Koralbok för Nya psalmer, 1921 också sjungas till melodin för (Fram skrider året i sin gång) av William Tans'ur.
Texten är upphovsrättsligt skyddad till år 2039. 
Texten finns också tonsatt av Hans Ove Olsson i arrangemang för kör (SATB) av Andreas E. Olsson, Gehrmans musikförlag 2018.

## Publicerad som
- Nr 606 i Nya psalmer 1921, tillägget till 1819 års psalmbok under rubriken "Det Kristliga Troslivet: Troslivet hos den enskilda människan: De trognas helgelse och krisliga vandel: Vaksamhet, bön och strid".
- Nr 527 i Den svenska psalmboken 1986 under rubriken "Bönen".
- Nr 568 i Psalmer och Sånger 1987 under rubriken "Att leva av tro - Bönen".[1]